# Mistrovství světa ve volejbale žen 1952
1. mistrovství světa  ve volejbale žen proběhlo v dnech 17. – 29. srpna v Sovětském svazu.
Turnaje se zúčastnilo osm družstev. Hrálo systémem každý s každým. Mistrem světa se stalo družstvo Sovětského svazu.

## Výsledky a tabulka
|    |           | URS | POL | TCH | BUL | ROM | HUN | FRA | IND | V | P | Skóre | B  |
| 1. | SSSR      | *** | 3:0 | 3:0 | 3:0 | 3:0 | 3:0 | 3:0 | 3:0 | 7 | 0 | 21:0  | 14 |
| 2. | Polsko    | 0:3 | *** | 3:1 | 3:1 | 3:0 | 3:0 | 3:1 | 3:0 | 6 | 1 | 18:6  | 13 |
| 3. | ČSR       | 0:3 | 1:3 | *** | 3:2 | 3:0 | 3:0 | 3:0 | 3:0 | 5 | 2 | 16:8  | 12 |
| 4. | Bulharsko | 0:3 | 1:3 | 2:3 | *** | 3:2 | 3:1 | 3:0 | 3:0 | 4 | 3 | 15:12 | 11 |
| 5. | Rumunsko  | 0:3 | 0:3 | 0:3 | 2:3 | *** | 3:1 | 3:0 | 3:0 | 3 | 4 | 11:13 | 10 |
| 6. | Maďarsko  | 0:3 | 0:3 | 0:3 | 1:3 | 1:3 | *** | 3:1 | 3:0 | 2 | 5 | 8:16  | 9  |
| 7. | Francie   | 0:3 | 1:3 | 0:3 | 0:3 | 0:3 | 1:3 | *** | 3:0 | 1 | 6 | 5:18  | 8  |
| 8. | Indie     | 0:3 | 0:3 | 0:3 | 0:3 | 0:3 | 0:3 | 0:3 | *** | 0 | 7 | 0:21  | 7  |

 SSSR –  Bulharsko 3:0 (15:10, 15:4, 15:6)
17. srpna 1952 – Moskva

 Polsko –  Maďarsko 3:0 (15:5, 15:3, 15:5)
17. srpna 1952 – Moskva

 Československo –  Rumunsko 3:0 (15:10, 15:12, 15:4)
18. srpna 1952 – Moskva

 Polsko –  Bulharsko 3:1 (15:12, 15:9, 4:15, 15:9)
19. srpna 1952 – Moskva

 Československo –  Maďarsko 3:0 (15:9, 15:8, 15:9)
20. srpna 1952 – Moskva

 Rumunsko –  Francie 3:0 (15:7, 15:5, 16:14)
20. srpna 1952 – Moskva

 Československo –  Francie 3:0 (15:4, 15:1, 15:0)
22. srpna 1952 – Moskva

 SSSR –  Rumunsko 3:0 (15:5, 15:3, 15:7)
22. srpna 1952 – Moskva

 Polsko –  Indie 3:0 (15:1, 15:3, 15:0)
22. srpna 1952 – Moskva

 Francie –  Indie 3:0 (15:6, 15:2, 15:3)
23. srpna 1952 – Moskva

 SSSR –  Československo 3:0 (15:10, 15:5, 15:6)
23. srpna 1952 – Moskva

 Polsko –  Rumunsko 3:1 (15:10, 11:15, 15:5, 15:7)
23. srpna 1952 – Moskva

 Bulharsko –  Maďarsko 3:1 (15:5, 9:15, 15:12, 15:10)
23. srpna 1952 – Moskva

 Maďarsko –  Francie 3:1 (15:4, 12:15, 15:13, 15:7)
24. srpna 1952 – Moskva

 Polsko –  Československo 3:1 (15:5, 15:8, 10:15, 15:5)
24. srpna 1952 – Moskva

 Bulharsko –  Indie 3:0 (15:1, 15:4, 15:4)
24. srpna 1952 – Moskva

 SSSR –  Indie 3:0 (15:0, 15:1, 15:1)
25. srpna 1952 – Moskva

 Maďarsko – India 3:0 (15:2, 15:6, 15:2)
26. srpna 1952 – Moskva

 Bulharsko –  Rumunsko 3:1 (15:10, 16:18, 15:12, 15:9)
26. srpna 1952 – Moskva 

 SSSR –  Francie 3:0 (15:2, 15:3, 15:7)
26. srpna 1952 – Moskva

 Československo –  Bulharsko 3:2 (15:3, 5:15, 15:11, 13:15, 16:14)
27. srpna 1952 – Moskva

 Polsko –  Francie 3:0 (15:7, 15:7, 15:10)
27. srpna 1952 – Moskva

 Rumunsko –  Indie 3:0 (15:7, 15:7, 15:1)
27. srpna 1952 – Moskva

 Bulharsko –  Francie 3:1 (15:6, 5:15, 15:4, 15:10)
28. srpna 1952 – Moskva

 Československo –  Indie 3:0 (15:1, 15:0, 15:2)
28. srpna 1952 – Moskva

 SSSR –  Maďarsko 3:0 (15:2, 15:5, 15:4)
28. srpna 1952 – Moskva

 Rumunsko –  Maďarsko 3:1 (9:15, 15:1, 15:13, 15:11)
29. srpna 1952 – Moskva

 SSSR –  Polsko 3:0 (15:8, 15:4, 15:8)
29. srpna 1952 – Moskva

## Soupisky
1.  SSSR
| - Tatjana Buninaová - Alexandra Čudinová - Sofia Gorbunovová - Militija Kononová | - Serafima Kundirenková - Sinaida Kuzkinová - Vera Oserovová - Anna Ponomarjovová | - Minjona Sakseová - Valentina Sviridová - ??? Symonina - Marija Toporková |

2.  Polsko
| - Klementyna Celjnik - Danuta Noszka - Urszula Figwer - Krysztyna Hajec | - Aleksandra Kubiakowna - Halina Ordzechowska - Halina Tomaszewska - Katarzyna Welsyng | - Zofia Wojewodzka - Krysztyna Zakajewska - Miroslawa Zakrzewska |

3.  Československo
| - Bohumila Valášková - Libuše Svozilová - Růžena Svobodová - Jindřiška Holá | - Věra Bochénková - Zdenka Černá - Emília Roobová - Regina Matalíková | - Božena Lútočková - Božena Cígrová - Běla Štulcová - Bronislava Dostálová |

Trenér: Miroslav Rovný